# Baudonisia villosiventris
Baudonisia villosiventris es la única especie de escarabajo del género Baudonisia, familia Buprestidae. Fue descrita por Cobos en 1963.
Se distribuye por Brasil.